# Onesíforo
Onesíforo es un nombre propio masculino de origen griego que signifcia Portador de utilidad del griego Νικισφωρος (Nikisphoros) y pasado al latín como Onesiphorus.

## Santoral
6 de septiembre, San Onesíforo mártir. Es uno de los cristianos que menciona San Pablo en la segunda Epístola a Timoteo. Se cree que sufrió en Grecia el suplicio del despedazamiento.
- Datos: Q3882697